# Szkrobotówka
Szkrobotówka (ukr. Шкроботівка) – wieś na Ukrainie  w obwodzie tarnopolskim, w rejonie krzemienieckim.
W okresie międzywojennym w miejscowości stacjonowała strażnica KOP „Szkrobotówka”.